# Tototlán
Tototlán är en ort i Mexiko.   Den ligger i kommunen Tototlán och delstaten Jalisco, i den centrala delen av landet, 400 km väster om huvudstaden Mexico City. Tototlán ligger 1 547 meter över havet och antalet invånare är 11 016.
Terrängen runt Tototlán är kuperad åt nordväst, men åt sydost är den platt. Runt Tototlán är det ganska tätbefolkat, med 155 invånare per kvadratkilometer. Tototlán är det största samhället i trakten. Trakten runt Tototlán består till största delen av jordbruksmark.